# Lygodactylus grandisonae
Lygodactylus grandisonae — вид геконоподібних ящірок родини геконових (Gekkonidae). Мешкає в Кенії і Ефіопії.

## Поширення і екологія
Lygodactylus grandisonae відомі з типової місцевості, розташованої поблизу поселенні Мелка-Мері в долині річки Дава, на кордоні Кенії і Ефіопії, на висоті 800 м над рівнем моря. Вони живуть в сухих рідколіссях.